# Pallonji Mistry
Pallonji Shapoorji Mistry (Bombay, 1 de junio de 1929-28 de junio de 2022) fue un magnate de la construcción multimillonario irlandés nacido en la India. Fue presidente del Shapoorji Pallonji Group y accionista principal del conglomerado privado más grande de la India, Grupo Tata. Era una de las personas más ricas del mundo.

## Trayectoria
Su padre compró por primera vez acciones de Tata Sons en la década de 1930, una participación que a partir de 2011 era del 18,4 %, lo que convirtió a Mistry en el mayor accionista individual de Tata Sons, que está controlada principalmente por la filantrópica Tata Allied Trusts, y el mayor accionista individual del conglomerado privado más grande de la India, Tata Group, siendo el principal accionista la organización benéfica Tata Trusts.
Pallonji Mistry era el presidente de Shapoorji Pallonji Group a través del cual era propietario de Shapoorji Pallonji Construction Limited, Forbes Textiles y Eureka Forbes Limited Fue el expresidente de Associated Cement Companies. Su hijo, Cyrus, fue presidente de Tata Sons desde noviembre de 2011 hasta octubre de 2016. Dentro del Grupo Tata, es conocido como el Fantasma de la Casa de Bombay por la forma tranquila pero segura en la que comandaba el poder en la sede del imperio Tata en Bombay. Según el Índice de multimillonarios de Bloomberg, la riqueza de Pallonji Mistry se estimó en unos 30.000 millones de dólares estadounidenses a mediados de 2021 y en 29 mil millones en el momento de su muerte. Era el multimillonario irlandés más rico en el momento de su muerte, y la persona 143 más rica del mundo.
En 2003, Pallonji renunció a su ciudadanía india para convertirse en ciudadano irlandés "sobre la base de su matrimonio con un ciudadano nacido en Irlanda", Pat "Patsy" Perin Dubash, quien nació en septiembre de 1939 en Hatch Street Nursing House en Dublín. Permaneció en residencia en Bombay. El interés de la familia por Irlanda se atribuye, en parte, a su amor por los caballos; Mistry era propietaria de una yeguada de 0,81 km² (200 acres) y una casa de 930 m2 (10.000 pies cuadrados) en Pune, India.
El Gobierno de la India le otorgó el Padma Bhushan en enero de 2016 por sus contribuciones en el campo del comercio y la industria. Manoj Namburu escribió una breve biografía de Mistry en un libro de 2008 titulado The Moguls of Real Estate. Mistry murió en Bombay el 28 de junio de 2022 a la edad de 93 años.